# Eupalaestrus campestratus
Eupalaestrus campestratus is een spinnensoort in de taxonomische indeling van de vogelspinnen (Theraphosidae).

Het dier behoort tot het geslacht Eupalaestrus. De wetenschappelijke naam van de soort werd voor het eerst geldig gepubliceerd in 1891 door Eugène Simon. Dit dier komt van nature voor in Brazilië, Paraguay en Argentinië. De soort is over het algemeen vrij rustig en tolerant, waardoor het een uitstekend huisdier is voor de beginnende houder van vogelspinnen. Met een maximum spanwijdte van zo'n 15 cm van poot tot poot, is dit een soort van gemiddelde grootte.
De kleuren variëren. Sommige exemplaren zijn wat donkerder, met bruine en zwarte tinten, terwijl bij andere exemplaren de tinten wat meer naar het grijs neigen. Opvallend zijn de geelachtige tekeningen rond de "knieën" van het dier. De spin beweegt vrij langzaam en wordt beschouwd als een zeer "robuuste" spin in gevangenschap, relatief ongevoelig voor veranderingen in temperatuur en luchtvochtigheid.  